# 33.ª Avenida Suroeste
La 33.ª Avenida Suroeste (Trigesimatercera Avenida Suroeste) es una vía urbana ubicada en el cuadrante suroeste de la ciudad de Managua, Nicaragua. Sirve como arteria secundaria con varios tramos no conectados, atravesando diferentes barrios residenciales y zonas comerciales.

## Trazado
El primer tramo inicia en la Calle Central (Managua) dentro del barrio Monseñor Lezcano Oeste, cruzando la Pista Las Brisas en las inmediaciones del barrio Rubén Darío, y sigue hasta terminar en la NIC-2 (Carretera a Masaya) en el sector de Jardines de Veracruz.
El segundo tramo se localiza más al sur, comenzando en la Pista Juan Pablo II en el barrio San Judas, y se extiende hasta finalizar en un cul-de-sac cercano a la 45.ª Calle Suroeste.

## Intersecciones principales
- Calle Central (Managua) – Punto de inicio del tramo norte
- Pista Las Brisas – Intersección importante vial
- NIC-2 – Cruce con la Carretera a Masaya
- Pista Juan Pablo II – Conexión con vía principal del suroeste
- 45.ª Calle Suroeste – Límite del sector sur

## Barrios que atraviesa
- Monseñor Lezcano Oeste
- Rubén Darío (Managua)
- Jardines de Veracruz
- San Judas (Managua)

## Coordenadas
12°8′00″N 86°16′30″O / 12.13333, -86.27500